# ساي والتر
ساي والتر (بالإنجليزية: Cy Walter)‏ هو عازف بيانو أمريكي، ولد في 16 سبتمبر 1915 في منيابولس في الولايات المتحدة، وتوفي في 18 أغسطس 1968 في نيويورك في الولايات المتحدة.

## وصلات خارجية
- ساي والتر على موقع ميوزك برينز (الإنجليزية)
- ساي والتر على موقع أول ميوزيك (الإنجليزية)
- ساي والتر على موقع ديسكوغز (الإنجليزية)